# MacOS
Das Betriebssystem macOS, früher Mac OS X und OS X, ist das Betriebssystem des kalifornischen Hard- und Software-Unternehmens Apple für Laptop- und Desktop-Computer der Mac-Reihe. Es bietet eine objektorientierte Desktop-Umgebung sowie Unix-typische, UNIX-03-zertifizierte Schnittstellen und ist das kommerziell erfolgreichste Unix für Personal Computer. Mit ihm ersetzte Apple sein klassisches Mac-Betriebssystem Mac OS. Außerdem wurde es zum Fundament weiterer Apple-Entwicklungen wie iPod, iPhone und iPad. Dafür bildet Darwin mit seinem Hybridkernel XNU die gemeinsame Basis.
Anfangs wurde eine separate Server-Variante des Betriebssystems angeboten, die auf Xserve- und Mac-Server-Modellen vorinstalliert war. Später wurde diese eingestellt und stattdessen ein Programmpaket mit Server- und Verwaltungssoftware angeboten.
Die aktuelle Version ist macOS Sequoia 15.6 vom 29. Juli 2025.

## Allgemeines
Im Detail ist macOS ein proprietäres Betriebssystem, das auf dem Unix-Basisbetriebssystem Darwin aufsetzt, dessen Quelltext unter der freien Apple Public Source License veröffentlicht wird. Die Entwicklung von macOS und Darwin geht auf NeXTStep zurück, das ein Derivat der Berkeley Software Distribution darstellt. Das heutige Darwin ist im Wesentlichen ein Derivat von FreeBSD, ergänzt um OpenBSD-, NetBSD- und eigene Entwicklungen. Ab Version 10.5 bzw. Leopard ist macOS (aber nicht Darwin selbst) als UNIX 03 zertifiziert. Trotz elementarer technischer Unterschiede zum nicht-unixähnlichen klassischen Mac OS gilt macOS historisch als jüngstes Mitglied der Mac-Betriebssystemfamilie, die ab 1984 für die hauseigenen Mac-Computer eingeführt wurde.
Das macOS-Derivat iOS läuft auf dem iPhone und dem iPod touch. Für das iPad wurde mit iPadOS ein iOS-Derivat entwickelt, das die Zusammenarbeit mit macOS verbessert. Die Software des Apple TV begann als macOS-Derivat und ist inzwischen tvOS, ein iOS-Derivat. Auch watchOS für die Apple Watch ist ein iOS-Derivat. Sie alle setzen ebenfalls auf Darwin auf. Ebenso die Software des HomePod, der mittels Sprache bedient wird.

## Geschichte
Infolge interner Auseinandersetzungen mit dem damaligen Management war Steve Jobs 1985 gezwungen, das von ihm mitbegründete Unternehmen Apple zu verlassen. Er gründete daraufhin den Computer- und Softwarehersteller NeXT Inc. mit dem Ziel, neuartige Workstations für den Einsatz im Bereich der Wirtschaft und Wissenschaft zu entwickeln und zu produzieren. Das Ergebnis der Bemühungen waren auf der Hardwareseite der NeXTcube (dem später die NeXTstation folgen sollte) sowie das Betriebssystem NeXTStep. Doch während das NeXT-Betriebssystem von Fachleuten hoch gepriesen wurde, blieben die Verkäufe der NeXT-Computer hinter den Erwartungen zurück: Dem Unternehmen blieb deshalb nichts anderes übrig, als die Hardwareproduktion bis 1993 vollständig einzustellen und das Betriebssystem auch für andere Computerarchitekturen zu öffnen. Gemeinsam mit Sun wurde dabei ab 1995 die objektorientierte NeXTstep-Programmierschnittstelle als plattformübergreifendes Framework zu OpenStep weiterentwickelt. Dementsprechend wurde das damit neu implementierte Betriebssystem ab Version 4 als OPENSTEP bezeichnet. An der Entwicklung von NeXTStep war Avie Tevanian maßgeblich beteiligt.
Demgegenüber verkaufte sich bei Apple die Hardware zunächst noch relativ gut, doch das ursprüngliche Macintosh-Betriebssystem galt bereits als technisch veraltet und nicht mehr zukunftsfähig. Apple unternahm daher selbst einige Anstrengungen und Versuche, ein neues Betriebssystem zu entwickeln, das zum ursprünglichen Macintosh-Betriebssystem weitestgehend kompatibel sein sollte. Da jedoch auch Ende 1996 noch kein moderner Nachfolger in Sicht war und gleichzeitig die Hardwareverkäufe immer weiter zurückgingen, war man bei Apple schließlich bestrebt, ein bestehendes Betriebssystem zu übernehmen. Letztlich kaufte Apple Ende 1996 das Unternehmen NeXT samt Betriebssystem OPENSTEP auf und dessen Mitarbeiter wurden ins eigene Unternehmen integriert. Ab Mitte 1997 war Steve Jobs wieder CEO des Unternehmens Apple.
Gleich nach der Übernahme wurde OPENSTEP im Projekt Rhapsody modernisiert und auf die von Apple damals in den Macintosh-Computern genutzte PowerPC-Architektur portiert. Zunächst sollte Rhapsody das ursprüngliche Macintosh-Betriebssystem gänzlich ersetzen, wofür Softwareanbieter ihre Anwendungen hätten komplett neu schreiben müssen – was diese ablehnten. Apple reagierte, indem Rhapsody zu „Mac OS X“ weiterentwickelt wurde. Entwicklern wurde der Umstieg vom originären Macintosh-Baukasten zum neuen Mac OS X durch die Einführung von Carbon erleichtert, und für Anwender blieb mit der Classic-Umgebung die volle Kompatibilität zum bisherigen Betriebssystem gewahrt.
Bei der Ankündigung von „Mac OS X“ im Jahr 1998 sollte das X einerseits als römische Zehn die Nachfolge auf das klassische Mac OS aufzeigen, dessen letzte Hauptversion die Nummer 9 hatte. Andererseits sollte es die unixoide Abstammung der neuen Betriebssystemgeneration hervorheben, die im Englischen nicht willkürlich mit „next generation“ beworben wurde.
Das selbst offiziell oft „OS X“ genannte Betriebssystem wurde ab 2011 bereits ohne „Mac“ im Namen vermarktet und mit „OS X Mountain Lion“ ab 2012 auch offiziell so genannt. Mit Version 10.12 bzw. Sierra, das am 13. Juni 2016 während der Keynote der WWDC angekündigt wurde, wurde das Betriebssystem abermals umbenannt: „macOS“, allerdings nicht in der ursprünglichen Schreibweise „Mac OS“ – wenn auch gleich ausgesprochen, war laut Apple eine Angleichung der Namensgebung an die anderen Apple-Plattformen iOS, tvOS und watchOS, die ihrerseits von Mac OS X abstammen.
Bei Apple erhielten die einzelnen Hauptversionen anfangs interne Codenamen. Die erste Public Beta wurde nach dem Kodiakbären benannt. Der Gepard war Namenspatron der ersten Hauptversion, Mac OS X 10.0, und auch die zweite Hauptversion wurde nach einer großen Kleinkatze benannt, dem Puma. Version 10.2 erhielt den Codenamen nach dem Jaguar und war die erste Hauptversion, die nach einer Großkatze benannt worden war. Mit der nächsten Version, Mac OS X Panther, (mehrere Katzenarten und eine Gattung werden als Panther bezeichnet) wurde aus dem internen Codenamen ein Teil des Produktnamens. Alle darauf folgenden Hauptversionen bis Version 10.8 wurden nach (umgangssprachlichen) Bezeichnungen für Großkatzen benannt, allerdings war die Anzahl der tatsächlichen Großkatzen-Arten damit bereits überschritten. Mit der zehnten veröffentlichten Hauptversion, OS X Mavericks, wurde ein neues Schema eingeführt: Sie werden gegenwärtig nach natürlichen Wahrzeichen und Orten Kaliforniens benannt. Nach dem Mavericks-Surfspot war dies der Yosemite-Nationalpark sowie El Capitan, ein markanter Felsvorsprung darin. Es folgten die Sierra Nevada und die Mojave-Wüste, die teilweise in Kalifornien liegt, die Insel St. Catalina, der Küstenstreifen Big Sur, die Monterey-Bucht nördlich von Big Sur, die Stadt Ventura sowie aktuell die Stadt Sonoma im Sonoma County.

## Architektur
Die Architektur ist in vier grundlegende Ebenen unterteilt:
BenutzungsebeneAqua, die grafische Benutzerschnittstelle (GUI), die die grafische Desktop-Umgebung ermöglicht.
AnwendungsprogrammierebeneProgrammierschnittstellen (APIs) wie Cocoa (und früher Carbon), Java
BereitstellungsebeneCore Foundation, Core Services, Grafik-Subsysteme (Quartz mit Quartz Compositor, Metal bzw. OpenGL), Audio/Video (QuickTime), PrintCore etc.
Basisebene/FundamentDarwin, das Basisbetriebssystem (core operating system) mit dem Kernel XNU

### Darwin
Darwin ist als Basisbetriebssystem der elementare Unterbau, auf dem macOS und sämtliche Apple-Betriebssysteme aufbauen. 
Entwickelt wird Darwin primär auf Grundlage des Unix-ähnlichen FLOSS-Betriebssystems FreeBSD. Es ist daher quelloffen als freie Software veröffentlicht. Hierfür formulierte Apple eine eigene Lizenz für freie Software, die Apple Public Source License, welche erst mit Version 2.0 als eine Lizenz für freie Software durch die Free Software Foundation anerkannt wurde. 
Durch die BSD-Abstammung ist Darwin ein symmetrisches Multiprozessorsystem mit präemptivem Multitasking, erweitertem Arbeitsspeicher-Management und -Schutz. Es bietet Mehrbenutzerfähigkeit und weitere BSD-typische Möglichkeiten.
Der XNU (X is Not Unix) getaufte Kernel wurde gegenüber OPENSTEP vollkommen überarbeitet. Während OPENSTEP noch einen Mach 2.5 verwendete, setzt Darwins Kernel auf dem seinerzeit überarbeiteten OSF Mach Kernel 3.0 auf (kurz OSFMK). Bereits im Betriebssystemprojekt Rhapsody wurde der OSFMK mit Teilen des monolithischen FreeBSD-Kernels ergänzt und so als Hybridkernel realisiert. Auch Erfahrungen aus MkLinux flossen bei der Modernisierung mit ein.
Nicht Bestandteil von Darwin ist das mit macOS ausgelieferte sogenannte Userland. Das meint den Bestand an Software-Utensilien und -Betriebsmitteln für die Befehlszeile, die größtenteils von FreeBSD, OpenBSD und NetBSD stammen. Über das mit macOS mitgelieferte Programm Terminal oder andere Terminalemulationen und eine Shell können sie genutzt werden. Mehrere Shells sind bei macOS vorinstalliert: Bash, die Z-Shell, die TENEX-C-Shell, die in älteren Versionen als Panther voreingestellt war, sowie die KornShell. Von Panther, Version 10.3, bis einschließlich Mojave, Version 10.14, war Bash voreingestellt. Seit Catalina, als Version 10.15 die letzte 10er-Version, ist die Z-Shell (für neue Benutzer) voreingestellt und zusätzlich die POSIX-konforme Debian Almquist Shell vorinstalliert. Der Aufruf von /bin/sh startet jedoch weiterhin Bash im POSIX-Modus und nicht die Z-Shell. Dies gilt sowohl für POSIX-Shellskripte als auch für das Systemadministrator-Konto root. Auch beim Wiederherstellungssystem von macOS kommt weiterhin Bash (im normalen Modus) zum Einsatz.

### Aqua, Cocoa, Quartz (Extreme)
Die auf OpenStep aufbauende vollständig objektorientierte Programmierschnittstelle wurde zu Cocoa weiterentwickelt. Mit Aqua wurde eine völlig neue grafische Benutzeroberfläche entworfen, deren Design-Konzept, wie auch die Programmierschnittstelle Cocoa und Quartz mit Display-PDF sowie das Dock, in großem Maße auf das von NeXT entwickelte NeXTStep zurückgeht.
Aus dem klassischen Mac OS wurden vor allem die globale Menüleiste, der Finder und QuickTime sowie einige weitere Bibliotheken übernommen. Der originäre Macintosh-Baukasten (Toolkit) konnte nicht vollständig in Mac OS X integriert werden, da die Funktionen nicht mit den modernen Betriebssystemfunktionen wie Speicherschutz und Multitasking kompatibel waren. Stattdessen wurden mit Carbon 6.000 der rund 8.000 Funktionen des Macintosh-Baukastens und somit ein Großteil in Mac OS X integriert, was die Portierung existierender Anwendungen erleichterte. 
Die auffälligste Änderung bei macOS gegenüber seinen Vorgängern, dem klassischen Mac OS bis Version 9 und Rhapsody, das noch die Oberfläche von Mac OS 8 hatte, ist die neue Oberfläche Aqua (lat. für Wasser). Sie soll durch Lichteffekte wie Reflexionen und Schlagschatten auf diversen Oberflächenelementen wie Schaltflächen oder eingeblendeten Menüs an Wassertropfen erinnern. Ebenfalls markant ist die Nadelstreifen-Optik der Fensterhintergründe und der Fotorealismus (bis Yosemite) der Icons.
Als ein weiteres Erscheinungsbild für Fenster gab es bis Version 10.4 von 2005, Mac OS X Tiger, Brushed Metal, gebürstetes Metall. In den Apple Human Interface Guidelines empfiehlt Apple die Verwendung dieses Designs für Programme, die einen Teil der Hardware oder ein bestimmtes Gerät darstellen (z. B. eine Digitalkamera oder einen DVD-Spieler). Mit den nächsten Version, Leopard, veröffentlicht 2007, wurden die unterschiedlichen Erscheinungsbilder optisch vereinheitlicht.
Ganz neue Elemente in Aqua gegenüber älteren Oberflächen sind sogenannte Sheets (dt. ‚Tafeln‘, ‚Platten‘) und Drawers (dt. ‚Schubladen‘). Sheets sollen einem Benutzer deutlich machen, zu welchem Dokument eine sich öffnende Dialogbox gehört: eine Art Dialogfenster, das direkt an die Titelzeile des betroffenen Dokuments angehängt wird und das somit zu seinem untrennbaren Bestandteil wird. Drawers sind Schubladen, die durch einen Klick auf die entsprechende Schaltfläche links oder rechts des Hauptfensters ausgefahren werden und Elemente enthalten, die nicht dauerhaft zur Programmbedienung benötigt werden. In der ersten Version von Apples E-Mail-Programm Mail befand sich beispielsweise die Ordnerstruktur in einem Drawer, wurde jedoch in Version 2 Teil des Hauptfensters.
Eine weitere Besonderheit von Aqua ist die Art der Darstellung der Bildschirminhalte. Hierbei verwendet Apple eine eigene Technik namens Quartz. Diese Darstellung zweidimensionaler Elemente basiert auf dem Portable Document Format (PDF). Die Weiterentwicklung dieser Technik namens Quartz Extreme beschleunigt die Darstellung, da sich jedes Fenster in einem 3D-Raum befindet (der dem Benutzer aber zweidimensional erscheint) und Fensterinhalt und -gestalt als Textur betrachtet werden und so nicht mehr nur vom Haupt-, sondern vom Grafikprozessor berechnet werden. Fenster können dadurch ohne hohe Prozessorlast in Echtzeit skaliert und transformiert werden.

## Programmierung
Die native Programmier- und Anwendungsschnittstelle für Aqua-Programme ist Cocoa, welches eine Weiterentwicklung von OpenStep ist. Cocoa-Programme werden vorwiegend in den Sprachen Objective-C und Swift geschrieben. Während die Entwicklung von Objective-C zeitlich über die von NeXTStep hinausreicht, ist Swift eine Apple-eigene Neuentwicklung, die 2014 vorgestellt wurde. Sie soll die Vorteile moderner Sprachen vereinen, aber Objective-C nicht ablösen.
Verschiedene Brückenschnittstellen, sogenannte Cocoa Bridges (siehe auch Brücke), ermöglichen es zudem, Cocoa mit Ruby, Python und Java zu nutzen. Seit Tiger, Version 10.4 von 2005, wird die Java-Bridge nicht mehr aktualisiert. Mit AppleScript Studio besteht darüber hinaus die Möglichkeit, Programme in AppleScript zu schreiben und mit Objective-C oder anderen Sprachen zu erweitern.
Für die klassische und die übliche Hochsprachenprogrammierung stellt macOS außer Cocoa und der Carbon-Bibliothek eine vollständige Java-5.0-Umgebung, eine POSIX- und SUS-konforme BSD-Umgebung sowie mit XQuartz eine X11-Umgebung zur Verfügung. Daneben werden die verbreiteten Unix-Programmiersprachen (z. B. Perl, PHP, Python, Ruby, Tcl und C) zur Verfügung gestellt. Bei Belieben kann auf einen Großteil des FreeBSD-Userlands zugegriffen werden; siehe #Programme anderer Betriebssysteme in macOS.

## Kompatibilität

### Abwärtskompatibilität
Kompatibilitätsprobleme innerhalb von Mac OS X gab es vor allem durch den im Januar 2006 vorgenommenen Wechsel der zugrundeliegenden Prozessorarchitektur von PowerPC (CPUs von IBM und Motorola, 32- und 64-Bit) auf IA-32 (CPUs von Intel, sog. Intel-Macs), kurz nach Einführung auch und letztlich ausschließlich als 64-Bit-Architektur x64 (Intel 64) erhältlich. Für Programme, die für Mac OS X geschrieben wurden und einen PowerPC-Prozessor voraussetzen, gibt es bis Snow Leopard, Version 10.6, auf Intel-Macs die Rosetta-Emulation. In Version 10.7 von 2011, das als OS X Lion vorgestellt wurde, ist diese nicht mehr Bestandteil des Betriebssystems.
Universal-Applikationen enthalten Maschinencode für beide Architekturen und sind somit nativ auf PowerPC- und Intel-CPUs ausführbar. U. a. Xcode unterstützte diese Technik, sie ist jedoch spätestens für Programme, die Lion, also Version 10.7 oder neuer, voraussetzen, nicht mehr von Belang.
Ende 2020, mit der Veröffentlichung von Big Sur als Version 11 von macOS, wurde erneut ein Wechsel der Prozessorarchitektur eingeleitet, diesmal auf von Apple selbst entwickelte ARM-SoCs – „Apple Silicon“. Dieser Wechsel, der auf der WWDC am 22. Juni 2020 bekanntgegeben worden war, zog sich bis Juni 2023 – in der Übergangsphase gab es weiterhin Intel-Macs. Für Apple Silicon wurde Rosetta 2 und Universal Binary 2 eingeführt. Zusätzlich wurde die Virtualisierungstechnologie ARM-basierter Macs, zusammen mit den zugehörigen Schnittstellen in macOS, erneuert. Apple-SoC-Macs bleiben so mit älterer Software, die nicht erneut kompiliert wurde, kompatibel. Eine Unterstützung für iOS-Apps, die ohnehin bereits nativ auf der Arm-Architektur beheimatet sind, wurde in diesem Zuge ebenfalls in Big Sur integriert.
Ein mit dem Macintosh-Baukasten für das klassische System 7 (oder älter) geschriebenes Programm war mit dem neueren Mac OS X nicht kompatibel. Apple veröffentlichte daher die Programmbibliothek Carbon für das klassische Mac OS ab Version 8 und das neue Mac OS X. Carbon basiert auf einer Teilmenge der originalen Macintosh Toolbox. Entwickler mussten ihre Programme nicht nach Cocoa portieren, sondern konnten vom originalen Macintosh-Baukasten auf Carbon portieren. Derart „carbonisierte Programme“ (englisch carbonized applications) waren auf beiden PowerPC-Betriebssystemen nativ lauffähig. Carbon existierte nur als 32-Bit-Version, seine Weiterentwicklung wurde 2007 eingestellt, war jedoch bis macOS Mojave, Version 10.14 von 2018, Bestandteil des Betriebssystems. 2019 wurde Carbon mit Catalina bzw. Version 10.15, das ein reines 64-Bit-Betriebssystem ist, entfernt.
Um nichtangepasste Programme (auch solche, die noch für den 68k-Prozessor geschrieben wurden) unter Mac OS X benutzen zu können, gab es bis Version 10.4, Tiger, die Classic-Umgebung. Diese war ein als Laufzeitumgebung geladenes Mac OS 9 innerhalb von Mac OS X, in dem solche Programme transparent in Mac OS X integriert weiterhin benutzt werden können. Technisch gesehen ist die Classic-Umgebung somit eine Virtuelle Maschine für die PowerPC-Architektur (G3, G4 und G5), auf den 2006 eingeführten Intel-Macs läuft die Umgebung nicht mehr. Der Großteil der älteren Software für Mac OS, auch solche für sehr alte Macs (68k-CPUs), konnte auf diese Weise verwendet werden. Die Classic-Umgebung (englisch Classic Environment) ist eine Weiterentwicklung der Blue Box von Rhapsody.

### Kompatibilität innerhalb von macOS
Seit Version 10.8, Mountain Lion, (2012) läuft macOS ausschließlich auf der x64-Plattform (Intel 64, 64-Bit-Architektur). Zwar können 32-Bit-Programme weiterhin ausgeführt werden, Gerätetreiber hingegen müssen bei einem 64-Bit-Kernel ebenfalls als 64-Bit-Kernelerweiterung vorliegen. Bei Catalina, Version 10.15 von 2019, ist die 32-Bit-Unterstützung stillgelegt, lässt sich über ein Boot-Argument aber reaktivieren. Seit Version 11 bzw. Big Sur 11, veröffentlicht 2020, werden nur noch 64-Bit-Programme unterstützt. Ältere 32-Bit-Programme und solche, die noch die Carbon-Bibliothek verwenden, sind somit nicht mehr lauffähig.
Aufgrund mangelnder Dokumentation von Neuerungen in macOS seitens Apple stellte Coriolis Systems die Systemprogramme iPartition und iDefrag nach der Umstellung auf APFS, die mit macOS High Sierra begann, ein, da diese nur mit dem bis dahin verwendeten Dateisystem HFS+ kompatibel sind. Erst als Apple mit einer Verspätung von beinahe zwei Jahren doch die erforderliche Dokumentation bereitstellte, konnte ein anderes beliebtes Programm zur Datenrettung, DiskWarrior von Alsoft, für APFS angepasst werden.
Ab macOS Catalina wurden die bisher dafür auch von Drittanbietern verwendeten Kernel Extensions schrittweise durch System Extensions ersetzt. Dies machte neuere Versionen systemnaher Apps erforderlich, wie beispielsweise Little Snitch. Mit macOS Big Sur sind Programme, die Kernel Extensions erfordern, nicht mehr kompatibel.
Generell sind durch die Abkündigung von Kernel Extensions Programme, die sich tief in das Betriebssystem integrieren, teilweise in ihrer Funktion eingeschränkt. Da System Extensions im Benutzermodus laufen, sind Apps auf die korrekte Funktion im Betriebssystem angewiesen, was allein von Apple abhängt. So ließen die Entwickler der Personal Firewall Little Snitch etwa bereits bei der Veröffentlichung von macOS Big Sur wissen, dass die Netzwerkverbindungen einzelner Programme von Apple für die Firewall unsichtbar seien. Mit dem Update auf Version 15.3 von macOS Sequoia kam es 2025 erneut zu ähnlichen Problemen für alle Firewalls von Drittanbietern, die auf die System Extensions angewiesen sind.

### Kompatibilität mit älterer Hardware
Die Systemvoraussetzungen neuerer macOS-Versionen schließen oft ältere Mac-Modelle aus. Ältere Versionen des Betriebssystems erhalten meist noch über die Dauer der zwei nächsten Versionen Sicherheitsaktualisierungen (siehe Abschnitt Aktualisierungen), sodass auch ältere Macs zunächst mit einer älteren Version von macOS sicher weiterverwendet werden können. Das Gros der Mac-Anwendungen funktioniert meist auf diesen von Apple regelmäßig aktualisierten macOS-Versionen, sodass es für den Anwender keine wesentliche Einschränkung bedeutet, nicht die aktuelle Version zu verwenden.
Da Apple regelmäßig neue Versionen von macOS veröffentlicht, landen schließlich irgendwann alle älteren, oftmals noch gut funktionierenden Macs in einer Art geplanter Obsoleszenz. Für solche Modelle gibt es jedoch teils die Möglichkeit, z. B. per OpenCore Legacy Patcher dennoch eine aktuellere, noch unterstützte Version von macOS auch auf eigentlich nicht mehr offiziell unterstützter Hardware zu nutzen.
Auf alten Versionen von macOS (bzw. OS X oder Mac OS X) sind die digitalen Zertifikate oft abgelaufen. Damit ist es nicht mehr möglich, sich im Mac App Store anzumelden. Einige im Store erworbene Apps sind daraufhin unbrauchbar, weil sie sich nur starten lassen, wenn der Nutzer im Store eingeloggt ist. Offenbar testet Apple nur die aktuellen Versionen von macOS ausreichend, sodass es manchmal zu Problemen bei der App-Store-Nutzung auf älteren macOS-Versionen kommt.

### Andere Betriebssysteme auf Apple-Rechnern
Auf Macs mit PowerPC-Prozessor (bis 2006) ist es möglich, andere, meist freie Betriebssysteme wie FreeBSD oder Linux, MorphOS zu verwenden. Apple selbst unterstützte MkLinux aktiv, sodass auch andere Linux-Distributionen über die Open Firmware leicht startbar waren. Auch der Mac-OS-X-Bootloader BootX konnte Linux starten.
Auf PowerPC-Macs war es zudem mit Emulatoren möglich, x86-Betriebssysteme als Gast-Betriebssystem unter einem unterstützten PowerPC-Betriebssystem zu nutzen. So gab es z. B. Virtual PC von Connectix (später Microsoft), das Windows auf einem Power Macintosh emulieren konnte. Im Gegensatz zu Virtualisierung ist Emulation jedoch sehr langsam.
Mit dem Wechsel von PowerPC- auf Intel-Prozessoren 2006 wurde es möglich, eine Vielzahl an x86-basierenden Betriebssystemen auch auf Macs zu nutzen. Apple unterstützt dies aktiv mit der seit Version 10.5 Leopard mitgelieferten Software Boot Camp, mit deren Hilfe Windows auf einer separaten Partition installiert und im BIOS-kompatiblen Modus gestartet werden kann. Im EFI-Modus wird Windows jedoch nicht unterstützt. Über die EFI-Bootloader rEFIt und rEFInd ist es jedoch möglich, einige der Einschränkungen, die sich daraus ergeben, zu mindern, indem z. B. von Partitionen gestartet werden kann, die durch den EFI-Startup-Manager eines Intel-Macs nicht auswählbar sind. Neben Windows sind x86-Unices ebenfalls weiterhin nutzbar, z. B. Linux- und BSD-Distributionen.
Auf Macs mit Intel-Prozessor ist es zudem möglich, mit Virtualisierungssoftware nahezu jedes andere x86-Betriebssystem unter einem der (unterstützten) gestarteten Betriebssysteme z. B. in einem Fenster auszuführen. Beispiele für derartige Virtualisierungsprogramme sind VMware Fusion, Parallels Desktop for Mac und VirtualBox.
Ab dem Jahr 2020 und einem erneuten Wechsel zu selbst entwickelten ARM-Prozessoren (Apple M1) entfällt zunächst die Möglichkeit, x86-Betriebssysteme unter Boot Camp oder nativ in einer Virtualisierungsumgebung auszuführen. Mit Software von Drittanbietern ist jedoch eine adäquate Emulation möglich.

### Programme anderer Betriebssysteme in macOS
Etwa Homebrew, Fink oder MacPorts ergänzen macOS um freie Unix-, BSD- bzw. GNU- und andere Programme.
Eine weitere Möglichkeit, Windows-Anwendungen auszuführen, stellt die Windows-kompatible Laufzeitumgebung Wine dar. Vorteil ist hierbei, dass nicht ein vollständiges Betriebssystem zusätzlich laufen muss; vor allem aber, dass keine zusätzliche Windows-Lizenz benötigt wird. Des Weiteren können mehrere Umgebungen für unterschiedliche Windows-Versionen gleichzeitig laufen. Vor allem durch das freie Darwine und das kommerzielle CrossOver wurde Wine unter macOS auch Laien zugänglich. Ein weiteres freies Projekt ist PlayOnMac, eine Variante von PlayOnLinux; es bietet eine einfach zu bedienende grafische Oberfläche zum Einrichten von Software.

### Apples macOS auf anderen Computern
Weil in Apple-Computern neben dem selbstentwickelten Motherboard Standard-Hardware und Intel-Chips verwendet werden, gibt es Tüftler und kommerzielle Anbieter, die macOS auf anderen als Apple-Computern installieren. Dabei werden macOS und Treiber modifiziert oder Kernel-Erweiterungen geschrieben. Derartige sowohl auf Intel als auch AMD basierende Systeme werden als „Hackintosh“ bezeichnet, gewerblich angebotene Konfigurationen mitunter als „Mac-Klon“.
Die Apple-Lizenzbestimmungen erlauben die Installation von macOS jedoch nur auf Apple-Hardware. Ob den Benutzern und Händlern die Installation und Nutzung des Betriebssystems auf fremder Hardware von Apple rechtswirksam untersagt werden kann, ist nicht geklärt. Apple wehrt sich vor allem gegen gewerblich angebotene Systeme, die wenig technisches Wissen beim Käufer voraussetzen. Kommerzielle Anbieter, die Computer anderer Hersteller für den Betrieb mit macOS umrüsten, wurden von Apple gezwungen, ihre Geräte nur noch ohne macOS auszuliefern. Ob das reine Einrichten von PCs zum Betrieb von macOS bereits illegal ist, wenn der Händler selbst keine lizenzwidrige Installation des Betriebssystems vornimmt, blieb ungeklärt.
Seit Mac OS X Lion, Version 10.7, wird das Betriebssystem nicht mehr auf Datenträgern angeboten. Vollversionen werden nur noch als OEM-Versionen mit Apple Computern vertrieben. Da es sich bei den im Mac App Store erhältlichen Versionen lediglich um Updates handelt, ist die Möglichkeit zur Nutzung von macOS auf anderen Computern mit einer legalen Lizenz unabhängig von der Frage, ob Apple die Nutzung auf Fremdhardware in den Lizenzbedingungen untersagen darf, de facto nicht mehr gegeben.
Für Computerbastler gibt es Anleitungen auf Websites, wie macOS auf Computern betrieben werden kann, die nicht von Apple produziert sind. Fälle, in denen dieser private Gebrauch rechtlich verfolgt wurde, sind nicht bekannt. Es finden sich auch Anleitungen im Netz, wie MacOS in einer virtuellen Maschine unter Windows oder Linux installiert werden kann.
Auch zu Zeiten, in denen Mac OS X ausschließlich für die PowerPC-Architektur verfügbar war, bestand die Möglichkeit, Mac OS X auf Fremdhardware zu nutzen. Allerdings gab es auf dem Markt nur einige wenige frei erhältliche Motherboards, die mit G3- und G4-Prozessoren bestückt werden konnten – beispielsweise das Pegasos-Board, den AmigaOne oder den Teron. Ein Komplettsystem auf Basis dieser Komponenten war allerdings sehr teuer in der Anschaffung und benötigte ferner noch eine Mac-OS-X-Lizenz, die in der damaligen Zeit ca. 100 Euro kostete. Die Konfiguration eines PowerPC-basierten Hackintosh war dadurch eher eine Spielerei als eine lukrative Alternative zur Apple-Hardware.

### Anwendungen für macOS in anderen Betriebssystemen
Yellow Box, ein Vorläufer der heutigen Cocoa-Programmierschnittstelle (siehe auch Rhapsody), wurde speziell dafür konzipiert, unter verschiedenen Betriebssystemen auf unterschiedlichen Hardwareplattformen nutzbar zu sein. Im Jahr 1997 warb Apple damit, dass sich dieses OpenStep-kompatible Framework problemlos in Windows integrieren lasse. Noch vor Erscheinen von Mac OS X wurden diese Möglichkeiten jedoch wieder aufgegeben.
Das GNUstep-Projekt macht sich diese grundsätzlich in macOS immer noch vorhandene Möglichkeiten der Portierbarkeit zu Nutzen und entwickelt einen freien Nachbau der macOS-Frameworks und -Bibliotheken. Mit GNUstep lassen sich Anwendungen, die für macOS entwickelt wurden, ohne große Anpassungen für Linux, Unix oder Windows kompilieren und danach nutzen.
Darauf aufbauend wird Darling entwickelt, eine macOS-kompatible Laufzeitumgebung, mit der sich macOS-Anwendungen ohne eine Neukompilation unter Linux nutzen lassen.

## Dateisysteme

### Lokale Dateisysteme
Verschiedene lokale Dateisysteme werden von macOS unterstützt. Bevorzugt wird das mit High Sierra, Version 10.13, im Jahr 2017 eingeführte APFS, welches das weiterhin unterstützte HFS+ ersetzen soll.
Ab Snow Leopard, Version 10.6, können Medien mit dem alten Dateisystem HFS nur noch gelesen, aber nicht mehr beschrieben werden.
Mit Sierra, Version 10.12, entfiel 2016 die Unterstützung für das ursprüngliche Macintosh-Dateisystem HFS komplett.
Als Startvolumen (Partition von der gebootet wird) ist eine mit APFS oder HFS+ formatierte Partition vorgesehen. Bis Tiger, Version 10.4, konnte das Betriebssystem auf eine mit dem Unix-Dateisystem UFS formatierte Partition installiert und davon gestartet werden. Mit Version 10.5, Leopard, von 2007 war das nicht mehr möglich und mit Version 10.7, Lion, von 2011 entfiel die UFS-Unterstützung gänzlich.
Weitere nativ unterstützte Dateisysteme sind: ISO 9660,
FAT12, FAT16 und FAT32,
exFAT (ab 10.6.5),
NTFS a (ab 10.6),
UDF (nur lesend).
Beschränkt lesender Zugriff auf ZFS war in Leopard, Version 10.5, möglich, wurde aber bereits in der nachfolgenden Version, Snow Leopard, nicht mehr unterstützt.

### Netzwerkdateisysteme
Nativ unterstützte Netzwerkdateisysteme sind AFP, FTP (nur lesend), NFS, SMB/CIFS und WebDAV.

### Dateisysteme ergänzen
MacFUSE bzw. dessen Nachfolger OSXFUSE stellt eine macOS-Variante von FUSE dar. Damit können plattformfremde Dateisysteme zur Verfügung gestellt aber auch eigene Dateisysteme entwickelt werden; theoretisch kann somit jeder Datenbestand in Form von Verzeichnissen und Dateien bereitgestellt und in den lokalen Verzeichnisbaum eingehängt werden – z. B. als dynamisch generierte XML- oder JSON-Dateien. In Kombination mit der in macOS integrierten „Ordner überwachen“-Funktion ergeben sich zusätzliche Möglichkeiten der Automatisierung auf der GUI-Ebene.
Mittels FUSE kann beispielsweise auf die Dateien eines tragbaren Medienabspielgeräts, einschließlich iPod, derart zugegriffen werden, dass die Titelnamen als Dateinamen anstatt der tatsächlichen Dateinamen aufgelistet werden. Mit SSHFS entstand die Möglichkeit, Dateien auf einem anderen Computer (englisch remote computer), auf die durch eine SFTP-Verbindung zugegriffen wird, wie lokale Dateien behandeln zu können. Mit NTFS-3G ist es möglich, auf NTFS-Partitionen zu schreiben. Zwar liefert Mac OS X seit Panther, Version 10.3 von 2003, NTFS-Lesezugriff bereits mit,
der macOS-eigene Schreibzugriff, der ab Version 10.6 bzw. Snow Leopard 10.6 von 2009 vorhanden ist, befindet sich jedoch offiziell noch in einem experimentellen Stadium und ist daher standardmäßig nicht aktiviert.

## Netzwerk
Apples macOS bietet durch Darwin die für Unix typischen Netzwerkeigenschaften. Dadurch können mehrere Macs relativ einfach zu einem Cluster verbunden werden. Unter dem Namen Bonjour unterstützt macOS Zeroconf, das es Benutzern ermöglicht, Netzwerkverbindungen und -dienste zu nutzen, ohne sie vorher konfigurieren zu müssen.
Auch liefert es einen Samba-Server mit und unterstützt SMB bzw. CIFS einschließlich Drucker-Freigaben. Auch das Apple Filing Protocol wird weiterhin unterstützt.
Drucker im Netzwerk können neben CIFS auch via AirPrint, Internet Printing Protocol, Line Printer Daemon Protocol und JetDirect angesprochen werden.

## Sicherheit

### Allgemein zu Sicherheitsfunktionen
Auf Wunsch kann eine automatische Benutzer-Anmeldung ohne Passwortabfrage erfolgen. Bei sicherheitsrelevanten Operationen wird dennoch ein Kennwort verlangt – so wie es bei BSDs üblich ist.
Bisher war macOS nur selten Ziel von Angriffen und gilt daher unter Nutzern als vergleichsweise sicher. Auf welche Faktoren dies zurückgeführt werden kann, ist umstritten. Unter Sicherheitsexperten wurde Mac OS X bis 2011 für bestimmte Angriffe unsicherer als etwa Windows Vista eingeschätzt, da Sicherheitsfeatures wie nicht ausführbarer Speicher und Address Space Layout Randomization (ASLR) fehlten oder unvollständig waren. Bei Lion, Version 10.7 von 2011, hat Apple die Sicherheitsarchitektur grundlegend überarbeitet. Damit galt es als sicherer als vergleichbare Betriebssysteme. Bekannt gewordene Sicherheitslücken schließt Apple durch Sicherheitsaktualisierungen. Manchmal wird die Zeitspanne zwischen Bekanntwerden und Schließen einer Sicherheitslücke kritisiert.
Im Juni 2015 wurde eine Studie veröffentlicht, die gravierende Sicherheitslücken in iOS und OS X beschreibt, mithilfe derer sich Passwörter und Daten auslesen lassen; die Forscher nutzten dabei fehlende Sicherheitsmechanismen bei der Kommunikation von Apps untereinander (Cross-App Resource Access, kurz Xara) aus. Entsprechend manipulierte Apps konnten sowohl im iOS-, als auch Mac App Store platziert werden. Apple wurde im Oktober 2015 über die Probleme informiert und erbat sich einen – branchenüblichen – Zeitraum von sechs Monaten für die Fehlerbehebung.

### Nutzerrechte
Darwin unterscheidet zwischen normalen Benutzern (user), Systemverwaltern (admin) und dem Superuser (root). Einem normalen Benutzer ist es nicht erlaubt, Änderungen am System vorzunehmen oder Software außerhalb seines Benutzerordners zu installieren. Von ihm gestartete Programme werden nur mit seinen Nutzerrechten ausgeführt. Die Benutzer der Gruppe admin verfügen über weitergehende Rechte, sie dürfen systemweite Einstellungen vornehmen, Software installieren und verfügen über Schreibzugriff auf diverse Systemverzeichnisse. Nur nach gesonderten Authentifizierungen können tiefergreifende Änderungen am System vorgenommen werden. Ein Root-Benutzerkonto, das dauerhaft über Berechtigungen des Superusers verfügt, ist standardmäßig deaktiviert.

### Firewall
macOS enthält die von FreeBSD stammende paketorientierte Firewall ipfw, die seit 2007 in Version 10.5, Leopard, standardmäßig ungenutzt bleibt, da mit dieser Version zusätzlich eine programmorientierte Firewall eingeführt wurde, in der eingestellt wird, welche Programme eingehenden Datenverkehr empfangen dürfen. Eine grafische Benutzeroberfläche für ipfw muss separat installiert werden (z. B. WaterRoof oder Flying Buttress).
Erste Tests zeigten, dass die zusätzliche Firewall von Leopard in der Erstveröffentlichung selbst dann noch Daten passieren lässt, wenn in den Einstellungen „alle Verbindungen blockieren“ ausgewählt ist. In der aktualisierten Version 10.5.1 wurden mehrere dieser Sicherheitslücken geschlossen. Die Formulierung der Benutzeroberfläche wurde angepasst zu „Nur notwendige Dienste erlauben“ und die Anzahl der in diesem Modus noch zugänglichen Dienste reduziert.
Ausgehende Verbindungen können mit den von macOS bereitgestellten grafischen Anwendungen nicht weitergehend konfiguriert werden; hierfür werden Zusatzprogramme wie Little Snitch, GlowWorm, LuLu oder TCPBlock benötigt.

### App Sandbox
Die App Sandbox ist ein im Jahr 2011 mit Lion, Version 10.7, eingeführter Sicherheitsmechanismus, der es Angreifern erschweren soll, Sicherheitslücken in Programmen auszunutzen. Dazu erhält jedes Programm nur die absolut notwendigen Rechte, so dass es – falls es von einem Angreifer gekapert wird – möglichst geringen Schaden anrichten kann.
Das Betriebssystem teilt hierfür jedem Programm einen eigenen Bereich der Festplatte, die sogenannte „Sandbox“, zu. Auf die „Sandbox“ fremder Programme oder auf andere Bereiche des Systems kann das Programm nicht zugreifen. Die Öffnen- und Speichern-Dialoge sind folglich nicht mehr Teil des Programmes, sondern laufen in einem eigenen Systemprozess namens Powerbox, da das Programm selbst keinen Zugriff mehr auf Dokumente auf der Festplatte hat.
Außerdem muss jedes Programm, das Sandboxing unterstützt, eine vom Entwickler erstellte Liste der benötigten Berechtigungen enthalten. (Insgesamt gibt es etwa ein Dutzend Berechtigungen für Funktionen wie den Aufbau von Netzwerkverbindungen oder die Aufnahme von Fotos mit der eingebauten Webcam.) Falls ein Programm versucht, auf eine Funktion zuzugreifen, für die es keine Berechtigung verlangt hat, blockiert macOS dies.
Zudem kommt mit XPC eine Variante der Interprozesskommunikation zum Einsatz, die es Entwicklern vereinfacht, einzelne Funktionen des Programms in einen Prozess auszulagern, der über eine eigene Berechtigungsliste verfügt (Privilege Separation). So kann etwa bei einem Mediaplayer das Rendering von Videodateien ausgelagert werden. Ein Angreifer, der Sicherheitslücken in diesem Bereich ausnutzt, kann dann nur die Berechtigungen dieses Renderingprozesses erhalten, jedoch nicht weitergehende Berechtigungen des Mediaplayers.

### Gatekeeper
Gatekeeper ist eine im Jahr 2012 mit Version 10.8, Mountain Lion, eingeführte Funktion, die sicherstellt, dass nur signierte Software auf dem Rechner gestartet werden kann. Dazu wird geprüft, ob die Software mit der Signatur eines bei Apple registrierten Entwicklers versehen ist. Ist dies nicht der Fall, verweigert das Betriebssystem das Ausführen der Software. Es gibt verschiedene Sicherheitsstufen. Entweder sind nur Programme erlaubt, die aus dem „App Store“ geladen wurden. Dann die Standardeinstellung, die vorsieht, dass alle Programme mit einer von Apple beglaubigten Signatur versehen sein müssen, und zuletzt die „schwächste“ Sicherheitseinstellung, in der wie bisher jegliche Software installiert werden kann. Jedoch besteht für Nutzer, die nicht die schwächeste Sicherheitseinstellung gewählt haben, die Möglichkeit des Startes „unsicherer“ Software über das Terminal oder über das Kontextmenü im Finder. Für Letzteres ist jedoch eine Anmeldung als Administrator vonnöten, sonst wird der Nutzer nach einem Admin-Kennwort gefragt.
Gatekeeper war schon in Mac OS X Lion ab Version 10.7.3 vorhanden und konnte per Terminal freigeschaltet werden. Ab Version 10.7.5 ist es offiziell Bestandteil des Betriebssystems.

### Schadsoftware
Bis 2010 waren nur neun Prototypen viren- oder wurmähnlicher Schadprogramme für Mac OS X bekannt, verbreiten konnte sich allerdings keiner. Dazu gehört der am 13. Februar 2006 im Forum einer US-amerikanischen Gerüchteseite veröffentlichte erste Computerwurm, der jedoch vom Anwender willentlich ausgeführt werden muss, für Tiger, Version 10.4 – damals noch nur für PowerPC. Virenscanner für macOS dienen im Wesentlichen dazu, das Durchreichen von Viren zu verhindern, die für andere Betriebssysteme geschrieben wurden.
Von mehreren bekannten sogenannten Trojanischen Pferden für Mac OS X galten bis 2010 nur zwei als allgemein bedeutend und nennenswert gefährlich. Sie können sich bei unvorsichtigem Nutzerverhalten installieren, etwa versteckt in Downloads oder als angeblich fehlender Codec.
Die bis zum damaligen Zeitpunkt am weitesten verbreitete Schadsoftware für Mac OS X war im Mai und Juni 2011 unter dem Namen MAC Defender aktiv und tarnte sich als Antivirus-Programm. Als Reaktion darauf baute Apple in Mac OS X eine täglich aktualisierte Liste mit Malware-Definitionen ein.
Seit Februar 2012 haben sich mehrere Varianten der sogenannten „Flashback“-Malware über präparierte Webseiten durch Lücken in Java auch auf OS X ausgebreitet. Die Anzahl der betroffenen Systeme wurde zur Höchstzeit auf 600.000 geschätzt. Apple hat die Sicherheitslücke im April 2012 mit einer Java-Aktualisierung geschlossen und ein Programm zur Verfügung gestellt, mit dessen Hilfe die Schadsoftware von betroffenen Computern entfernt wird. Nutzern älterer Systeme bleibt nur das Abschalten des Java-Plugins, da keine Updates für Mac OS X, die älter als Leopard bzw. Version 10.5 von 2007 sind, angeboten wurden. Im Browser Mozilla Firefox wurde Java für diese Mac-OS-X-Versionen standardmäßig deaktiviert.

## Versionen und Varianten

### Hauptversionen

#### Mac OS X Server 1.0
Das erste Betriebssystem mit „Mac OS X“ im Namen hieß Mac OS X Server 1.0 (1999). Es war praktisch noch ein Rhapsody, ihm fehlte die Kompatibilität zum ursprünglichen Macintosh-Betriebssystem Mac OS („Classic“), was erst später durch die Entwicklung der Programmierschnittstelle Carbon kompensiert wurde. Mac OS X Server 1.0 zählt daher technisch nicht zu dieser Betriebssystemlinie, wird aber vollständigkeitshalber hier mit aufgeführt.
Während Mac OS X Server 1.0 für die Server-Varianten der Power-Mac-G4-Linie optional vorinstalliert wurde, blieb das klassische Mac OS vorerst das Desktop-Betriebssystem für Macs.
Die letzte Version war Mac OS X Server 1.2 v3 (2000, intern Rhapsody 5.6). Das nie offiziell veröffentlichte Rhapsody 1.0 (intern Rhapsody 5.2) sowie Mac OS X Server 1.0 (intern Rhapsody 5.3) bilden den Ausgangspunkt für die Entwicklung von Mac OS X 10.0.

#### Mac OS X 10.0 („Kodiak“ und „Cheetah“)
Mac OS X Public Beta, Codename „Kodiak“:
Ab dem 13. September 2000 gab Apple eine Beta-Version von Mac OS X aus und verkaufte sie zum Preis von 29,95 US-Dollar.
Diese Version und die zuvor an Entwickler abgegebenen Developer Previews ermöglichten Early Adopters einen Einblick in das kommende Betriebssystem und bot Softwareentwicklern die Möglichkeit, eigene Programme für dieses System zu entwickeln, damit sie Programme für die fertige Release-Version von Mac OS X 10.0 zeitnah freigeben konnten.
Mac OS X 10.0, Codename „Cheetah“:
Die erste Release-Version von Mac OS X erschien am 24. März 2001 und war in vielerlei Hinsicht noch nicht ganz ausgereift. Sie war sehr langsam (auf älteren G3-Systemen bis zur Unbrauchbarkeit), wurde aber wegen ihrer in einem so frühen Stadium hohen Stabilität gelobt. 10.0.4 war die letzte Version (22. Juni 2001).
Mac OS X Server 10.0:
Mac OS X Server 10.0 wurde am 21. Mai 2001 veröffentlicht – fast zwei Monate nach Mac OS X 10.0. Das Betriebssystem ist im Wesentlichen identisch mit der Desktop-Ausgabe, bietet jedoch zusätzlich umfangreiche Server-Software sowie grafische Hilfsprogramme zur Konfiguration.

#### Mac OS X 10.1 („Puma“)
Mac OS X 10.1, Desktop-Ausgabe:
Mac OS X 10.1 erschien am 25. September 2001, als Aktualisierung (englisch Upgrade) von der Vorversion war diese Version kostenlos. Die Geschwindigkeit, insbesondere das Ansprechverhalten der Benutzeroberfläche, war wesentlich verbessert, und fehlende Features, wie zum Beispiel für das Abspielen von DVDs, wurden hinzugefügt. Die letzte Version war 10.1.5 vom 5. Juni 2002.
Mac OS X Server 10.1, Server-Ausgabe:
 Diese Server-Ausgabe erschien gleichzeitig mit der Desktop-Ausgabe.

#### Mac OS X 10.2 „Jaguar“
Mac OS X 10.2:
 „Jaguar“ wurde am 13. August 2002 veröffentlicht. Es beschleunigte mit Quartz Extreme die Benutzeroberfläche auf geeigneten Grafikkarten. Als Drucksystem wurde CUPS eingeführt, was die Verwendung alternativer Druckertreiber ermöglichte. Die letzte Version von Jaguar war Mac OS X 10.2.8 (veröffentlicht am 3. Oktober 2003); danach gab es jedoch noch einige Sicherheitsaktualisierungen. Seit dieser Version sind die Raubkatzenarten nicht nur Code- und Projektnamen, sondern offizielle Produktbezeichnungen, die auf den Verpackungen und Datenträgern aufgedruckt sind.
Mac OS X Server 10.2:
Diese Server-Ausgabe von Mac OS X 10.2 erschien ca. 1½ Wochen nach der Desktop-Ausgabe am 24. August 2002.

#### Mac OS X Panther (Version 10.3)
Mac OS X Panther:
Panther ist die Version 10.3 des Betriebssystems und wurde am 24. Oktober 2003 eingeführt. Es brachte Funktionen wie Exposé, das Video-Chat-Programm iChat AV und die Benutzerverzeichnisverschlüsselung FileVault mit. Auch die neue Programmierschnittstelle Core Audio wurde hinzugefügt. Der Finder wurde überarbeitet und einige Inkonsistenzen der Vorgängerversion beseitigt. Außerdem erfuhr die Benutzeroberfläche einige Änderungen, das Design wurde insgesamt etwas schlichter. Die Systemgeschwindigkeit wurde weiter gesteigert. Mit dem neu eingeführten schnellen Benutzerwechsel wurde es ermöglicht, zwischen Benutzern hin und her zu schalten, ohne sich abmelden zu müssen. Am 15. April 2005 wurde die letzte Version, Mac OS X 10.3.9, veröffentlicht.
Im Gegensatz zur Version 10.2 („Jaguar“) lässt sich Panther (ohne Drittprogramme wie XPostFacto) nicht mehr auf den beigen G3-Power-Macs installieren, sondern nur noch auf sogenannten New-World-Macs (mit anderer Bus-Architektur, an den fest eingebauten USB-Anschlüssen und am einfarbigen Apfel als Unternehmenslogo auf dem Gehäuse erkennbar).
Mac OS X Server 10.3:
 Mac OS X Server 10.3 erschien gleichzeitig mit Panther am 24. Oktober 2003.

#### Mac OS X Tiger (Version 10.4)

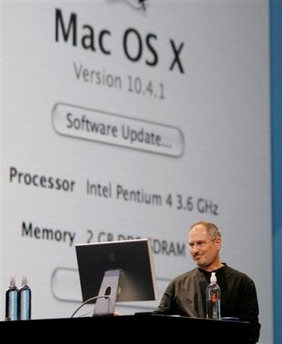
Steve Jobs auf der WWDC 2005. Im Hintergrund sieht man, dass er Mac OS X Tiger in Version 10.4.1 auf einem Intel- statt PowerPC-Prozessor benutzt.

Mac OS X Tiger:
Mit Tiger erschien am 29. April 2005 Version 10.4 von Mac OS X. Unter den Neuerungen befindet sich eine systemweite Metadatensuche namens Spotlight. Mit Dashboard wurde zu Exposé eine neue Komponente hinzugefügt, die kleine Hilfsprogramme, sogenannte Widgets, einblendet.
Außerdem enthält Tiger eingeschränkte Unterstützung von 64-Bit-Prozessen (auf 64-Bit-Prozessoren wie dem G5) sowie die neuen Programmierschnittstellen Core Image und Core Video zur Auslagerung grafischer Berechnungen an die GPU der Grafikkarte. Offiziell ab der Version 10.4.4 läuft das System auf sogenannten Intel-Macs, das sind Macs mit Intel-x86-Prozessoren (anfangs mit i386- bzw. IA-32-Befehlssatzarchitektur nur 32-Bit, später mit x86-64 auch 64-Bit). Das neu eingeführte Rosetta ermöglicht das Ausführen von 32-Bit-PowerPC-Anwendungen auf der x86-Architektur der Intel-Macs und die aus den Multi-Architecture Binaries (aus dem NeXTSTEP-Erbe) weiterentwickelten Universal Binaries ermöglichen nativen Programmcode für beide Architekturen. Systemaktualisierungen werden getrennt als PowerPC- oder Intel-Version angeboten. Tiger ist mit über zwei Jahren die bisher am längsten gewartete Version von Mac OS X. Am 14. November 2007 erschien die letzte Version von Tiger, 10.4.11.
Mac OS X Server 10.4:
Diese Server-Ausgabe erschien zusammen mit der Desktop-Ausgabe am 29. April 2005. Mac OS X Server 10.4.7 (2006) war die erste Universal-Version von Mac OS X überhaupt.

#### Mac OS X Leopard (Version 10.5)
Mac OS X Leopard:
Version 10.5 bzw. Leopard erschien am 26. Oktober 2007, nachdem das Veröffentlichungsdatum aus Kapazitätsgründen (zur rechtzeitigen Fertigstellung des Mobiltelefons iPhone) um etwa ein halbes Jahr verschoben wurde.
In Leopard wurde die Nutzeroberfläche des Systems und insbesondere des Finders deutlich überarbeitet; das Konzept der virtuellen Desktops wurde mit Spaces von einigen Linux-Varianten übernommen. Integriert sind außerdem die Datensicherungssoftware Time Machine sowie Boot Camp, das auf Intel-basierten Macs die Installation von Windows parallel zu Mac OS X ermöglicht.
Leopard ermöglicht den 64-Bit-Betrieb bei Applikationen mit grafischer Benutzeroberfläche. Zudem erfüllt es als erstes BSD-Derivat überhaupt die kommerzielle Zertifizierung Single UNIX Specification UNIX 03 der Open Group und darf daher den Markennamen „UNIX“ (in Großbuchstaben oder Kapitälchen) tragen.
Die Classic-Umgebung wurde mit dieser Version eingestellt, das Ausführen von Mac OS 9 oder älteren Macintosh-Programmen war nun nicht mehr möglich.
Mac OS X Server 10.5:
Gleichzeitig mit Leopard erschien am 26. Oktober 2007 Mac OS X Server 10.5, ebenfalls als Universal-Version.

#### Mac OS X Snow Leopard (Version 10.6)
Mac OS X Snow Leopard:
Snow Leopard erschien am 28. August 2009 und trägt die Versionsnummer 10.6. Wie schon von Apple auf der WWDC vom 9. Juni 2008 angekündigt, enthält diese Betriebssystemversion außer dem neu hinzugekommenen App Store (Voraussetzung für Upgrades des Betriebssystems) hauptsächlich Verbesserungen und nur wenige neue Funktionen. Der Fokus liegt in der verbesserten Ausnutzung der Computerhardware – Rechner mit PowerPC-Prozessoren werden ab dieser Version nicht mehr unterstützt, ein Intel-Prozessor ist also Bedingung. So soll mit Grand Central Dispatch und der Open Computing Language eine signifikante Leistungssteigerung durch die Vereinigung von Mehrkern-Hauptprozessoren mit leistungsfähigen Grafikprozessoren (GPGPU) unter einer zentralen Programmierschnittstelle erreicht werden. Außerdem gibt es eine erweiterte 64-Bit-Unterstützung im Kernel. Der Finder wurde komplett neu geschrieben und ist nun eine 64-Bit-Anwendung. Die meisten vorinstallierten Programme von Apple laufen nun ebenfalls im 64-Bit-Modus, können jedoch bei Bedarf in 32-Bit gestartet werden. QuickTime X unterstützt moderne Multimediacodecs besser; hinzu kommt eine native Unterstützung von Microsoft Exchange 2007 in den Programmen Mail, Adressbuch und iCal. Seit dem 6. Januar 2011 ist die Anwendung für den Zugriff auf den Mac App Store für Snow Leopard verfügbar.
Mac OS X Server 10.6:
Die letzte separate Server-Ausgabe war Mac OS X Server 10.6, das wie Snow Leopard am 28. August 2009 erschien. Es ist ebenfalls nur noch auf Macs und Xserve mit Intel-Prozessor lauffähig.

#### Mac OS X Lion (Version 10.7)
Lion, Version 10.7, wurde am 20. Juli 2011 veröffentlicht. Zu den vorgestellten Neuerungen von Lion gehören das Launchpad, eine an iOS angelehnte Übersicht aller installierten Programme; eine verbesserte Handhabung von Programmen im Vollbildmodus; Mission Control, eine kombinierte Übersicht über Spaces, Exposé, Dashboard und laufende Vollbildprogramme; FileVault2, das nun auch Full-Disk-Verschlüsselung ermöglicht. Verschiedene Bestandteile früherer Betriebssystemversionen, insbesondere die Mediencenter-Oberfläche Front Row, eine vorinstallierte Java-Laufzeitumgebung und die Emulationssoftware Rosetta werden nicht mehr unterstützt.
Lion ist die letzte Version, die noch „Mac OS X“ im Namen trägt und wurde bereits als „OS X Lion“ beworben.
Die separate Server-Ausgabe wurde eingestellt, stattdessen wird fortan Server- und Konfigurationssoftware als ein Programmpaket über den Mac App Store angeboten.

#### OS X Mountain Lion (Version 10.8)
Mountain Lion ist Version 10.8 und wurde am 16. Februar 2012 vorgestellt und am 25. Juli 2012 zum Preis von 17,99 Euro beziehungsweise 20 Franken veröffentlicht. OS X Mountain Lion verzichtet explizit auf den Zusatz „Mac“, den vorherige Versionen des Betriebssystems trugen.
Zu den Neuerungen zählen vor allem Funktionen, die vom Tochter-Betriebssystem iOS übernommen wurden, beispielsweise Push-Benachrichtigungen samt Mitteilungszentrale, bessere Anbindung an iCloud, die Ausweitung des iMessage-Protokolls auf den Mac, dedizierte Programme für Erinnerungen und Notizen sowie die systemweite Integration sozialer Netzwerke wie Twitter, Facebook, Flickr und Vimeo.

#### OS X Mavericks (Version 10.9)
Version 10.9, veröffentlicht am 22. Oktober 2013, wurde bereits am 10. Juni 2013 von Craig Federighi auf der WWDC als OS X Mavericks vorgestellt, das nach dem Surfspot Mavericks südlich von San Francisco benannt wurde. Die Nachfolgeversion von Mountain Lion ist somit nicht mehr nach einer Großkatze benannt. Mavericks bietet unter anderem neue Funktionen wie Tabs und Tagging im Finder und verbessert den Umgang mit mehreren Bildschirmen. Erstmals ist für Besitzer von Apple-Computern ein Update auf eine neue Version des Betriebssystems kostenlos.

#### OS X Yosemite (Version 10.10)
Version 10.10 wurde am 16. Oktober 2014 veröffentlicht. Sie wurde am 2. Juni 2014 auf der Worldwide Developers Conference (WWDC) vorgestellt und trägt den Namen OS X Yosemite, nach dem Yosemite-Nationalpark. Zu den Änderungen zählen u. a. eine verbesserte Zusammenarbeit mit iPhone und iPad sowie eine überarbeitete Betriebssystemoberfläche. Erstmals gab es vor der Veröffentlichung ein öffentliches Beta-Programm für die Software. Das Update auf Yosemite ist für Besitzer von Apple-Computern kostenlos.

#### OS X El Capitan (Version 10.11)
Version 10.11 wurde als El Capitan am 30. September 2015 veröffentlicht. Sie wurde am 8. Juni 2015 auf der Worldwide Developers Conference vorgestellt. Namensgeber ist ein Monolith im Yosemite-Nationalpark. Neben Verbesserungen des Fenstermanagements und neuen Funktionen in mit dem System mitgelieferten Programmen liegt der Fokus auf Stabilitäts- und Leistungsverbesserungen. Die bereits zuvor mit iOS 8 eingeführte 3D-Grafikschnittstelle Metal ist ab El Capitan auch auf Mac-Modellen ab 2012 verfügbar.

#### macOS Sierra (Version 10.12)
Sierra ist die Version 10.12 des nun „macOS“ genannten Betriebssystems und wurde am 20. September 2016 veröffentlicht. Das System wurde auf der WWDC am 13. Juni 2016 in San Francisco vorgestellt. Die Namensänderung von OS X zu macOS wurde in Anlehnung an die anderen Betriebssysteme des Herstellers, iOS, watchOS und tvOS, gewählt. In dieser Version gab es nur geringfügige technische Änderungen. Apple stellt die Integration des Spracherkennungs- und -steuerungsdienstes Siri sowie die Möglichkeit heraus, sich auf dem Rechner mittels der Apple Watch einzuloggen. Außerdem wurden ein neues Dateisystem, mit dem man USB-Sticks mit einem Passwort sichern kann und eine verbesserte Speicherverwaltung hinzugefügt. In den angelsächsischen Ländern, in China und in Singapur, später auch in der Schweiz, in Frankreich und in Hongkong soll der Online-Bezahldienst Apple Pay über den Webbrowser Safari eingeführt werden.

#### macOS High Sierra (Version 10.13)
High Sierra, macOS 10.13, wurde am 5. Juni 2017 auf der WWDC vorgestellt. Auch in dieser Version gibt es vor allem Änderungen an Details und weitere Verbesserungen. Safari erhält eine Unterstützung gegen Tracking und verhindert automatisch abgespielte Videos auf Webseiten. Apple Fotos erhält neue Ansichten für importierte Bilder.
Die großen Änderungen betreffen die Einführung des neuen Dateisystems APFS, die neue Videoschnittstelle Metal 2 und H.265 als Videostandard für 4K-Videos.

#### macOS Mojave (Version 10.14)
Mojave trägt die Versionsnummer 10.14, wurde am 4. Juni 2018 auf der WWDC vorgestellt und ist seit dem 24. September 2018 verfügbar.

#### macOS Catalina (Version 10.15)
Catalina bzw. Version 10.15 wurde am 3. Juni 2019 auf der WWDC vorgestellt und ist seit dem 7. Oktober 2019 verfügbar. Eine der großen Änderungen ist die vollständige Umstellung auf 64-Bit, die damit einhergeht, dass 32-Bit-Programme nicht mehr unterstützt werden. Das betrifft auch einige ältere Programme von Apple selbst, etwa Aperture und QuickTime 7. Auch die Carbon-Schnittstelle, die bis zuletzt auf 32 Bit beschränkt blieb, ist in Catalina nicht mehr enthalten. Zu den Neuerungen gehört u. a. ein Nur-Lese-APFS-Volume und verschärfte System Integrity Protection (SIP), was die Sicherheit erhöhen soll, sowie die vollständige Steuerbarkeit mit Sprachbefehlen und mit Sidecar die Möglichkeit, ein iPad als zusätzlichen Monitor zu nutzen.

#### macOS Big Sur (Version 11)
Am 22. Juni 2020 wurde mit Big Sur macOS Version 11 auf der WWDC präsentiert und ist seit 12. November 2020 allgemein verfügbar. Damit verabschiedete sich Apple nach über 20 Jahren von der Version 10 bzw. „X“ des 1999 begonnenen „Mac OS X“.

#### macOS Monterey (Version 12)
Am 7. Juni 2021 wurde macOS Monterey bzw. Version 12 auf der WWDC präsentiert und ist seit 26. Oktober 2021 allgemein verfügbar.

#### macOS Ventura (Version 13)
Am 6. Juni 2022 wurde macOS-Version 13 mit dem Namen Ventura auf der WWDC präsentiert und ist seit Oktober 2022 verfügbar.

#### macOS Sonoma (Version 14)
Am 5. Juni 2023 präsentierte Apple auf der WWDC die macOS-Version 14 „Sonoma“, dessen Name schon vor mehreren Jahren durch Apple gesichert wurde. Seit September 2023 ist diese verfügbar.

#### macOS Sequoia (Version 15)
Am 10. Juni 2024 stellte Apple auf der WWDC macOS Sequoia vor, das seit 10. September 2024 verfügbar ist.

#### macOS Tahoe (Version 26)
Am 9. Juni 2025 stellte Apple auf der WWDC macOS Tahoe vor. Es wird im Herbst 2025 verfügbar sein.

### Server-Betriebssystemvariante und -Programmpaket
Das bis Version 10.6, Snow Leopard, separat verkaufte „Mac OS X Server“ läuft auf allen Mac-Modellen, die auch mit der Desktop-Variante kompatibel sind. Seit Lion, Version 10.7 von 2011, gibt es keine separate Server-Ausgabe des Betriebssystems mehr: Erweiternde Server- und Konfigurationssoftware kann nun über den Mac App Store bezogen werden. Das resultierende Betriebssystem erhält den Namen „macOS Server“ (bzw. „OS X Server“, bei 10.7 auch „Lion Server“) und läuft ebenso auf allen auch vom regulären macOS unterstützten Mac-Modellen.
Zwischen 1999 und 2013 wurde „Mac OS X Server“ in der jeweils aktuellen Version auf Server-Modellen der Reihen Power Mac („Macintosh Server“), Xserve, Mac Pro und Mac mini vorinstalliert ausgeliefert.

### Aktualisierungen
Apple nennt keine Zeiträume, für die Aktualisierungen (englisch updates) zugesichert werden. Seit 2011 erschienen jährlich Hauptversionen mit größeren Neuerungen und unter neuem Namen. Diese wurden für ein Jahr weiterentwickelt und anschließend für zwei Jahre mit Sicherheitsupdates versorgt, so dass jeweils die drei jüngsten Hauptversionen abgedeckt waren. Bisweilen wurden darüber hinaus Patches für kritische Sicherheitslücken älterer Hauptversionen bereitgestellt.
Die einer Hauptversion beiliegenden Anwendungen werden nach der Einführung einer neuen Hauptversion meist nicht mehr gepflegt, um einen Anreiz zum Aufrüsten (englisch upgrade) der Plattform zu bieten. Davon gibt es zwei Ausnahmen: Seit der Veröffentlichung von El Capitan, Version 10.11 von macOS, wird der Webbrowser Safari, beginnend mit Version 9, bei der Aktualisierung auch für die beiden vorhergehenden Systeme angeboten, jedoch nicht mit den im Vergleich zu den früheren Systemen neu eingeführten Merkmalen, die nur auf dem aktuellen Betriebssystem genutzt werden können. Dieses Vorgehen gilt entsprechend auch für Safari 10, das Teil von Sierra bzw. macOS Version 10.12 ist, und für Safari 11 bei der Veröffentlichung von High Sierra bzw. macOS 10.13.

## Sprache
Das Betriebssystem und die darauf laufende Cocoa-nutzende Software sind für die Mehrsprachigkeit implementiert. Somit können sie relativ einfach „lokalisiert“, d. h. sprachlich übersetzt und länderspezifisch angepasst werden.
Meldungen von System und Anwendungen werden in jener Sprache ausgegeben, die in den Systemeinstellungen als bevorzugt konfiguriert worden ist. Dabei können mehrere Sprachen angegeben und priorisiert werden. Anwendungen, die die erste bevorzugte Sprache nicht anbieten, verwenden dann die zweite oder dritte usw.
Ausgeliefert wird macOS mit über 30 Sprachen und weiteren länderspezifischen Varianten: Arabisch, Brasilianisch-Portugiesisch, (vereinfachtes) Chinesisch, Deutsch, Dänisch, Englisch, Finnisch, Französisch, Griechisch, Hebräisch, Hindi, Indonesisch, Italienisch, Japanisch, Katalanisch, Koreanisch, Kroatisch, Malaiisch, Niederländisch, Norwegisch (Bokmål), Polnisch, Portugiesisch, Rumänisch, Russisch, Schwedisch, Slowakisch, Spanisch, Taiwanesisch, Thai, Tschechisch, Türkisch, Ukrainisch, Ungarisch und Vietnamesisch.
In allen aufgelisteten Sprachen kann macOS Text mittels Schrift darstellen – beispielsweise in Menüs, auf Buttons, bei Hilfetexten usw. Allerdings wird je nach Sprache ein unterschiedlicher Funktionsumfang geboten. Allgemein bietet macOS in englischer Sprache den größten Funktionsumfang.
Ähnlich wie für die Lokalisierung von Anwendungen kann auch für die integrierte Rechtschreibprüfung eine bevorzugte Reihenfolge der Sprachen konfiguriert werden. Nicht für alle Sprachen ist auch eine Rechtschreibprüfung vorhanden. Wörterbücher von Drittanbietern können hinzugefügt werden, um weitere Sprachen zu unterstützen.
In weit über 20 Sprachen und weiteren länderspezifischen Varianten kann macOS darüber hinaus Inhalte mittels Sprachsynthese aussprechen (Sprachausgabe) – beispielsweise die Beschriftung von Buttons, aber auch zusammenhängende Texte.
Ebenso kann es menschliche Sprache erkennen (Spracherkennung) und weitgehend darüber gesteuert werden (Spracheingabe).
Spracheingabe und -ausgabe wurden bereits beim klassischen Mac-Betriebssystem eingeführt und dienen primär der Barrierefreiheit. So wurde etwa VoiceOver speziell für die Kompensation von Sehbeeinträchtigungen entwickelt. VoiceOver unterstützt neben Deutsch und Englisch 24 weitere Sprachen.
Überdies enthält macOS seit 2017 Siri, einen intelligenten persönlichen Assistenten mit Spracheingabe und -ausgabe.